# Caramillo (instrumento)
Se denomina caramillo (también caramilla o caramela) a un conjunto de flautas más o menos afines, hechas de caña, madera o hueso, con sonido muy agudo y lengüeta simple.  Tradicionalmente el caramillo ha estado ligado al entorno pastoril, y se le considera el antecesor del clarinete. Durante la Edad Media fue un instrumento popular entre bufones y juglares, junto con otros instrumentos tales como violas, rabeles, mandoras, laúdes, fídulas y flautas. Ocasionalmente el término puede referirse a instrumentos de doble lengüeta y de sección cónica como los de la familia del oboe. En América caramillo puede aludir también instrumentos como la flauta de pan o a las flautas traveseras hechas de caña que e evolucionaron a partir del pífano.
Existen varios tipos de caramillo:
- Caramillo campestre o pastoril: que tiene como origen a la flauta griega, siendo corto y con pocos agujeros;
- Caramillo de lengüeta: afín al aulos griego y al launeddas sardo;
- Chalemie-Bombarde: algo ahuecado por el extremo inferior y con afinidad con la dulzaina;
- Caramillo italiano: afinado en si bemol;
- Caramillo ordinario: el instrumento clásico con boquilla y seis agujeros, usado por los pastores desde tiempos antiguos. Su extensión no alcanzaba a dos octavas. De este instrumento nació el flageolet moderno;
- Caramillo ruso (ragiok): es un oboe rústico de seis agujeros, cinco delante y uno atrás;
- Caramillo tirolés: usado en algunas zonas de Tirol, es una caña hueca con seis agujeros y una llave. Este instrumento es el precursor del oboe y del clarinete bajo.